# Maciej Piszek
Maciej Piszek (ur. 3 maja 1985 w Warszawie) – polski pianista.
Absolwent Państwowej Podstawowej Szkoły Muzycznej nr 3 im. Grażyny Bacewicz w Warszawie oraz Zespołu Państwowych Szkół Muzycznych nr 4 im. Karola Szymanowskiego w Warszawie. W 2008 roku ukończył z wyróżnieniem studia pod kierunkiem prof. Bronisławy Kawalli oraz prof. Macieja Paderewskiego na Uniwersytecie Muzycznym Fryderyka Chopina w Warszawie. Uczestniczył w kursach mistrzowskich prowadzonych przez profesorów: Sequeira Costa, Dominique Merlet, Vera Gornostaeva i Lee Kum-Sing. Od października 2013 roku odbywa studia podyplomowe w Akademii Muzycznej im. K. Szymanowskiego w Katowicach w klasie prof. Andrzeja Jasińskiego.
W 2000 roku został laureatem IV Konkursu Pianistycznego im. Ignacego Jan Paderewskiego w Piotrkowie Trybunalskim (I nagroda), IX Międzynarodowego Konkursu Pianistycznego w Marathonie w Grecji w roku 2003 (I nagroda) oraz I Międzynarodowego Konkursu "Ischia" w Lacco Ameno we Włoszech w roku 2013 (I nagroda). W 2005 roku był uczestnikiem w XV Międzynarodowym Konkursie Pianistycznym im. Fryderyka Chopina w Warszawie.
Uczestniczył w wielu festiwalach muzycznych, m.in. "Łańcuch" poświęcony twórczości Witolda Lutosławskiego (2004), "Warszawska Jesień" (2006, 2007), "Laboratorium" (2006), Festiwal Twórczości Pawła Szymańskiego (2006), Festiwal "Crossdrumming" (2007), Festiwal "Od Chopina do Góreckiego" (2007), "Generacje" (2007), "Świętokrzyskie Dni Muzyki" (2008) czy "Forum Lutosławskiego" (2009). Koncertował z towarzyszeniem orkiestr symfonicznych (m.in. Polskiej Orkiestry Radiowej i Orkiestry Filharmonii Kaliskiej) pod batutą wybitnych dyrygentów (m.in. Wojciech Michniewski, Łukasz Borowicz, Ruben Silva, Szymon Kawalla, Monika Wolińska) w najważniejszych salach koncertowych w Polsce oraz za granicą (m.in. w Austrii, Hiszpanii, Rumunii, Francji, we Włoszech i na Białorusi). Wspólnie występuje z Maciejem Grzybowskim, Anną Karasińską, Jackiem Laszczkowskim, Pawłem Mykietynem, Olgą Pasiecznik, Stanisławem Skoczyńskim, Kwartetem DAFÔ oraz kameralnymi zespołami orkiestr Warszawskiej Opery Kameralnej i Opery Narodowej.
Maciej Piszek dokonał wielu prawykonań oraz nagrań utworów młodych, współczesnych kompozytorów (m.in. Tomasza Opałki, Piotra Tabakiernika, Adriana Foltyna, Michała Ossowskiego, Pawła Przezwańskiego, Dariusza Przybylskiego, Mateusza Ryczka). W lipcu 2008 roku wydana została płyta z muzyką Pawła Mykietyna, na której pianista w duecie z Jackiem Laszczkowskim wykonali "Sonety Szekspira" na sopran męski i fortepian (2000). Płyta ta otrzymała dwa "Fryderyki 2009". W filmie "Ting Ting odkrywa Polskę" promującym Polskę na wystawie EXPO 2010 w Szanghaju wykorzystany został fragment recitalu Macieja Piszka z 13 września 2009 roku spod pomnika Fryderyka Chopina w Łazienkach Królewskich w Warszawie.
Maciej Piszek otrzymał stypendia Ministra Kultury i Sztuki oraz Fundacji Dongsan Research Foundation.